# 拉布河畔圣鲁普雷希特
拉布河畔圣鲁普雷希特是奥地利施蒂利亚州魏茨县的一个市镇。总面积11.78平方公里，总人口1985人，人口密度168.5人/平方公里（2005年）。